# 重庆市人民代表大会常务委员会
重庆市人民代表大会常务委员会（简称重庆市人大常委会）是重庆市人民代表大会的常设机关，对重庆市人民代表大会负责并报告工作。常务委员会由主任、副主任若干人，秘书长、委员若干人组成。

## 历史沿革
1954年7月23日至26日，召开重庆市第一届第一次人民代表大会会议。同年，重庆市从直辖市降为省辖市，重新并入四川省。然而，当时的中华人民共和国1954年宪法及地方组织法并未规定设置省级人大的常设机关。
1979年7月，第五届全国人民代表大会第二次会议通过《关于修正中华人民共和国宪法若干规定的决议》，其中规定：“县和县以上地方各级人民代表大会设立常务委员会，它是本级人民代表大会的常设机关”。1980年3月26日至30日，召开四川省重庆市第八届人民代表大会第二次会议，选举产生常务委员会。
1997年3月14日，第八届全国人民代表大会第五次会议通过关于批准设立重庆直辖市的决定。1997年5月，第八届全国人民代表大会常务委员会第二十五次会议决定成立重庆市第一届人民代表大会筹备组。1997年6月8日至15日，召开重庆市第一届人民代表大会第一次会议，选举产生重庆市第一届人民代表大会常务委员会。6月18日，举行直辖市授牌仪式，随即举行重庆市人大常委会挂牌仪式。

## 机构设置
- 办公厅
- 研究室
- 信访办公室
- 人事代表工作委员会
- 法制工作委员会
- 预算工作委员会
- 备案审查工作委员会

事业单位
- 《公民导刊》杂志社
- 重庆市人大常委会办公厅信息技术中心
- 重庆市人大代表活动中心

## 历届组成人员

### 第一届
- 任期：1997年6月－2002年12月
- 主任：王云龙
- 副主任：金烈、冯克熙、肖祖修、秦昌典（2000年5月撤职）、章必果（2000年1月辞任）、李克熙、陈之惠（2000年1月辞任）、刘文（2000年1月补选）、唐情林（2000年1月补选）、周建中（2000年1月补选）、康纲有（2000年1月补选）、赵海渔（2002年1月补选）、税正宽（2002年1月补选）
- 秘书长：康纲有

### 第二届
- 任期：2003年1月－2008年1月
- 主任：黄镇东（2005年12月辞任） → 汪洋（2006年1月补选）
- 副主任：金烈（2007年1月辞任）、刘文、税正宽（2005年12月辞任）、程贻举、唐情林（2007年1月辞任）、周建中、康纲有（2007年1月辞任）、陈雅棠、赵公卿（2006年1月补选）、陈光国（2007年1月补选）、刘隆铸（2007年1月补选）、胡健康（2007年1月补选）
- 秘书长：刘成义

### 第三届
- 任期：2008年1月－2013年1月
- 主任：陈光国（2012年1月10日辞任[4]） → 陈存根（2012年1月13日当选[5]）
- 副主任：余远牧、陈雅棠、胡健康、王洪华、郑洪、卢晓钟
- 秘书长：艾智泉

### 第四届
- 任期：2013年1月－2018年1月
- 主任：张轩[6]
- 副主任：谭栖伟（2014年5月撤职）、刘学普（2017年1月19日当选[7]）、郑洪、杨庆育（2016年12月终止[8]）、周旬、杜黎明、沈金强、张定宇（2015年1月22日当选[9]）、夏祖相（2016年1月28日当选）
- 秘书长：周旬（2015年11月26日辞任） → 龙华（2016年1月28日当选）

### 第五届
- 任期：2018年1月－2023年1月
- 主任：张轩
- 副主任：刘学普（2021年1月23日辞任[10]）、周旬（2020年1月15日当选[11]）、杜黎明（2022年1月19日辞任[12]）、沈金强、张定宇（2021年1月23日辞任[10]）、夏祖相（2022年1月19日辞任[12]）、王越、陈元春（2021年1月25日当选[13]）、吴存荣（2022年1月21日当选[14]）、张鸣（2022年1月21日当选[14]）、刘强（2022年1月21日当选[14]）、莫恭明（2022年1月21日当选[14]）
- 秘书长：龙华（2021年1月23日辞任[10]） → 周少政（2021年1月25日当选[13]）

### 第六届
- 任期：2023年1月－
- 主任：王炯
- 副主任：沈金强、屈谦、莫恭明、陈元春、欧顺清、赵世庆、李明清（2025年1月当选-）
- 秘书长：周少政